# 冠動脈血栓症
冠動脈血栓症（かんどうみゃくけっせんしょう、英: coronary artery thrombosis）は、冠動脈で起きる血栓症である。この状態は血液凝固から生じる狹窄症である。この状態は虚血性心疾患の一種とみなされる。
この状態から心筋梗塞になることがある。梗塞が灌流の損失による壊死に関係する用語であるのに対して、血栓が閉塞に関係する用語なので、専門的には不正確だが、これらの用語は同義語として使われることがある。心臓には吻合があり、血栓の位置によっては梗塞の症候が現れないこともある。
冠動脈血栓は薬剤溶出性ステントに関連することがある。